# Akademia Nauk Stosowanych – Wyższa Szkoła Zarządzania i Administracji w Opolu
Akademia Nauk Stosowanych – Wyższa Szkoła Zarządzania i Administracji w Opolu (wcześniej WSZiA) – niepubliczna uczelnia w Polsce z siedzibą w Opolu, która powstała w 1996 roku. Jest trzecią pod względem liczby studentów uczelnią w Opolu. Kształci studentów na dziesięciu podstawowych kierunkach, na studiach stacjonarnych oraz niestacjonarnych. Od kilkunastu lat Akademia Nauk Stosowanych WSZiA w Opolu jest uczelnią interdyscyplinarną z przewagą kierunków ekonomiczno-społecznych. W ramach uczelni znajdują się 4 wydziały.
Aktualnie zatrudnionych jest 175 pracowników naukowo-dydaktycznych, z czego 12 na stanowisku profesora zwyczajnego, 25 na stanowisku profesora nadzwyczajnego ze stopniem doktora habilitowanego, 79 na stanowisku adiunkta ze stopniem doktora, 58 na stanowisku asystenta.

## Historia
Wyższa Szkoła Zarządzania i Administracji w Opolu powstała z inicjatywy Mariana Duczmala. W grudniu 1995 roku stanął on na czele pięcioosobowego zespołu, w skład którego weszli: Tadeusz Pokusa, Witold Potwora i Józef Kaczmarek, który wystosował wniosek do Ministerstwa Edukacji Narodowej w sprawie utworzenia pierwszej w województwie opolskim niepaństwowej uczelni wyższej. Podjęli oni także starania o przygotowanie odpowiedniej infrastruktury dla nowej szkoły wyższej.
Ostatecznie ministerstwo wyraziło zgodę na utworzenie uczelni 10 czerwca 1996 roku. Jako pierwszy utworzono Wydział Ekonomiczny, który zaoferował podjęcie studiów na kierunku zarządzanie. Dwa lata później wraz z rozwojem uczelni powołano do życia Wydział Pedagogiczny, a w 1999 roku Wydział Politologii i Socjologii (przemianowany w 2010 roku na Wydział Politologii, Socjologii i Administracji).
Ważnym wydarzeniem było utworzenie w 2003 roku w porozumieniu z władzami Tarnowskich Gór pierwszego wydziału zamiejscowego opolskiej szkoły wyższej, który w 2011 roku został przekształcony w Wydział Nauk Społecznych. W tym samym roku zamierzano utworzyć dwie filie uczelni w Kędzierzynie-Koźlu i Kluczborku, jednak nie zostały one powołane do życia na skutek małego zainteresowania maturzystów oraz odczuwalnego niżu demograficznego.

## Obecne władze
- Rektor: prof. dr hab. Marian Duczmal
- Prorektor: dr hab. Wojciech Duczmal
- Kanclerz: mgr Józef Kaczmarek

## Struktura

### Wydział Ekonomiczny
Dziekan: dr Tadeusz Pokusa
Prodziekan: dr Jadwiga Ratajczak
Kontakt:
ul. Niedziałkowskiego 18, 45-055 Opole
www: www.wszia.opole.pl/we
Wydział Ekonomiczny ANS WSZiA w Opolu dzieli się na 4 katedry:
- Katedra Logistyki i Marketingu
  - Kierownik: prof. dr hab. Piotr Blaik
- Katedra Strategii Zarządzania Przedsiębiorstwem
  - Kierownik: prof. dr hab. Zbigniew Mikołajewicz
- Katedra Polityki Ekonomicznej i Badań Regionalnych
  - Kierownik: prof. dr hab. Ryszard Broszkiewicz
- Katedra Metod Ilościowych i Informatyki
  - Kierownik: prof. dr hab. Marian Duczmal

### Wydział Pedagogiczny
Dziekan: prof. dr hab. Franciszek Marek
Prodziekan: dr Sławomir Śliwa
Prodziekan: dr Zenona Nowak
Kontakt:
ul. Ozimska 63, 45-368 Opole
www: www.wszia.opole.pl/wp
Wydział Pedagogiczny ANS WSZiA w Opolu dzieli się na 3 katedry i 4 zakłady:
- Katedra Dydaktyki Szkoły Wyższej
  - Kierownik: prof. dr hab. Adam Suchoński
- Katedra Pedagogiki Kultury
  - Kierownik: prof. dr hab. Franciszek Marek
- Katedra Pedagogiki Ogólnej i Badań Edukacyjnych
  - Kierownik: prof. dr hab. Stanisław Kaczor
- Zakład Wpływu Społecznego
  - Kierownik: dr hab. Stanisław Rogala, prof. WSZiA
- Zakład Pedagogiki Społecznej
  - Kierownik: dr hab. Marian Kapica, prof. WSZiA
- Zakład Psychologii Klinicznej Dzieci i Młodzieży
  - Kierownik: dr hab. Maria Pecyna, prof. WSZiA
- Zakład Wychowania Przedszkolnego i Kształcenia Wczesnoszkolnego
  - Kierownik: dr Dorota Kowalska

### Wydział Politologii, Socjologii i Administracji
Dziekan: dr Zenona Maria Nowak
Kontakt:
ul. Ozimska 63, 45-368 Opole
www: www.wszia.opole.pl/wp
Wydział Politologii, Socjologii i Administracji WSZiA w Opolu dzieli się na 3 katedry i 5 zakładów:
- Katedra Polityki Społecznej
  - Kierownik: prof. dr hab. Robert Rauziński
- Katedra Studiów nad Regionem
  - Kierownik: prof. dr hab. Michał Lis
- Katedra Teorii Polityki
  - Kierownik: prof. dr hab. Andrzej Jabłoński
- Zakład Badań Społecznych i Rynkowych
  - Kierownik: prof. dr hab. Marek Bugdol
- Zakład Badań Systemów Społecznych
  - Kierownik: dr hab. Stanisław Zagórny, prof. WSZiA
- Zakład Etyki Życia Publicznego
  - Kierownik: dr hab. Tadeusz Olewicz, prof. WSZiA
- Zakład Integracji Europejskiej
  - Kierownik: dr hab. Edmund Nowak, prof. WSZiA
- Zakład Prawa i Administracji
  - Kierownik: dr hab. Stanisław Malarski, prof. WSZiA

### Wydział Nauk Społecznych
Dziekan: dr Witold Potwora
Prodziekan: dr Marek Janicki
Kontakt:
ul. H. Sienkiewicza 6, 42-600 Tarnowskie Góry
www: www.wszia.opole.pl/woz
Wydział Nauk Społecznych ANS WSZiA w Opolu dzieli się na 3 katedry i 5 zakładów:
- Katedra Metod Ilościowych
  - Kierownik: prof. dr hab. Włodzimierz Szkutnik
- Katedra Teorii Ekonomii
  - Kierownik: prof. dr hab. Robert Rauziński

### Pozostałe jednostki uczelni
- Ośrodek Duszpasterstwa Akademickiego „Xawerianum” (dawniej siedziba główna WSZiA)
- Międzywydziałowe Studium Języków Obcych
- Budynek hotelowo-dydaktyczny
- Centrum rekreacji „Szara Willa” (ul.Oleska 11)

### Administracja
- Dział promocji i rozwoju uczelni
- Biblioteka Główna
- Sekretariat Kanclerza
- Kwestura

## Kierunki kształcenia
Uczelnia oferuje następujące kierunki studiów pierwszego stopnia (licencjackie, 3-letnie):
- administracja
- ekonomia
- filologia
- finanse
- logistyka
- pedagogika
- politologia
- praca socjalna
- rachunkowość
- socjologia
- zarządzanie

Poza tym uczelnia oferuje absolwentom studiów licencjackich – studia drugiego stopnia (magisterskie, 2-letnie) na kierunkach:
- pedagogika
- zarządzanie

Ponadto Wyższa Szkoła Zarządzania i Administracji w Opolu posiada szeroki wybór studiów podyplomowych z zakresu: funduszy strukturalnych w Unii Europejskiej, wiedzy o społeczeństwie (dla nauczycieli), organizacji i zarządzania w placówkach oświatowych, zarządzania bezpieczeństwem i zdrowiem człowieka w środowisku pracy (BHP), organizacji i zarządzania w placówkach opiekuńczych i pomocy społecznej.

## Adres
Akademia Nauk Stosowanych – Wyższa Szkoła Zarządzania i Administracji w Opolu
ul. Mieczysława Niedziałkowskiego 18
45-085 Opole